# Whitehall (Montana)
Whitehall es un pueblo ubicado en el condado de Jefferson en el estado estadounidense de Montana. En el Censo de 2010 tenía una población de 1038 habitantes y una densidad poblacional de 599,96 personas por km².

## Geografía
Whitehall se encuentra ubicado en las coordenadas 45°52′16″N 112°5′51″O / 45.87111, -112.09750. Según la Oficina del Censo de los Estados Unidos, Whitehall tiene una superficie total de 1.73 km², de la cual 1.73 km² corresponden a tierra firme y (0%) 0 km² es agua.

## Demografía
Según el censo de 2010, había 1038 personas residiendo en Whitehall. La densidad de población era de 599,96 hab./km². De los 1038 habitantes, Whitehall estaba compuesto por el 94.03% blancos, el 0.19% eran afroamericanos, el 1.73% eran amerindios, el 0.48% eran asiáticos, el 0% eran isleños del Pacífico, el 0.1% eran de otras razas y el 3.47% pertenecían a dos o más razas. Del total de la población el 2.02% eran hispanos o latinos de cualquier raza.